# Pradelles (Haute-Loire)
Pradelles is een gemeente in het Franse departement Haute-Loire (regio Auvergne-Rhône-Alpes) en telt 612 inwoners (2005). De plaats maakt deel uit van het arrondissement Le Puy-en-Velay. Het dorp is lid van Les Plus Beaux Villages de France.

## Geografie
De oppervlakte van Pradelles bedraagt 17,7 km², de bevolkingsdichtheid is 34,6 inwoners per km².
De onderstaande kaart toont de ligging van Pradelles (Haute-Loire) met de belangrijkste infrastructuur en aangrenzende gemeenten.

## Demografie
Onderstaande figuur toont het verloop van het inwonertal (bron: INSEE-tellingen).

(Sortering op regio > departement (vet) > gemeente)